# Socken
I termini socken (svedese), sogn (danese e norvegese bokmål), sokn (norvegese nynorsk) o anche pitäjä (finlandese) indicano la denominazione nordica per la più piccola delle unità territoriali ecclesiastiche.

## Svezia
In Svezia l'organizzazione in socken (plurale socknar) entrò in vigore sin dal XII-XIII secolo, non appena fu completata l'attività di cristianizzazione nelle terre del Nord-Europa. La divisione in socken seguì, in molti casi, l'antica suddivisione precristiana. L'organo deliberante di queste comunità era un'adunanza, chiamata in Svezia sockenstämma, il cui presidente era il sacerdote posto a capo della comunità dal vescovo. 
Nel 1843 terminò la separazione tra la sfera ecclesiastica e quella civile e si crearono due assemblee ufficiali: il consiglio ecclesiastico cominciò a chiamarsi kyrkoråd mentre il sockenstämma passò ad indicare l'organo che deliberava sulle questioni civili. Questa separazione fu resa ufficiale nel 1862 con la prima creazione delle municipalità locali. In campo ecclesiastico, invece, vennero introdotte le församlingar, termine traducibile in italiano con parrocchia ma tipico dell'ambito nordico e indicante anche una precisa suddivisione amministrativa ecclesiastica all'interno della Chiesa di Svezia.
Con la riforma del 1952 la Chiesa di Svezia ha definitivamente abolito l'antica suddivisione in socken a favore delle församling anche se, tuttavia, il termine socken è tuttora in uso, fuori dal linguaggio giuridico, per riferirsi alle antiche divisioni territoriali.

## Finlandia
La Finlandia, che a partire dal XII secolo era un territorio del Regno di Svezia, ha adottato anch'essa il sistema dei socken. Tale sistema rimase in vigore anche dopo il 1809, data in cui fu istituito il Granducato di Finlandia sotto il controllo russo.
In Finlandia, queste suddivisioni, erano conosciute con il nome di pitäjä e anche qui si assistette alla separazione del pitäjä tra un organo concernente le questioni ecclesiastiche (che continuò a chiamarsi pitäjä) e un nuovo organo assembleare civile e laico (il kunta).